# Armistizio di Sparanise
L'armistizio di Sparanise fu una tregua d'armi, sottoscritta a Sparanise, nei pressi di Capua, il 22 nevoso dell'anno VII (11 gennaio 1799) dai rappresentanti della Repubblica francese e del Regno di Napoli, con la quale si sospendevano per due mesi le operazioni belliche in cambio di concessioni territoriali ed economiche da parte napoletana. Non risultando sottoscritto dal re, rimase nullo e invalido.

## Antefatto
Il 28 novembre 1798 la Repubblica Romana, repubblica sorella della francese, fu invasa dall'esercito napoletano comandato dal generale Mack, con lo scopo di ristabilire l'autorità papale. I successi iniziali dei Napoletani furono effimeri perché il successivo 14 dicembre una controffensiva francese costrinse l'esercito napoletano a una ritirata, che presto si trasformò in rotta. Mentre le truppe francesi del generale Championnet avanzavano vittoriosamente verso Napoli, il 21 dicembre 1798 re Ferdinando IV di Napoli si rifugiò con i familiari in Sicilia e nominò il principe Francesco Pignatelli Strongoli suo vicario generale, senza lasciargli tuttavia disposizioni precise. Ai primi di gennaio il vicario intavolava con il generale Championnet le trattative che portarono al gravoso armistizio. Furono inviati dal Vicario allo Championnet, quali rappresentanti del Regno di Napoli, il principe di Migliano e il duca del Gesso. Da parte francese, l'armistizio fu firmato dal generale Arcambal.

## Disposizioni
Il testo dell'armistizio di Sparanise è contenuto nella raccolta degli atti legislativi e dei documenti del 1799 raccolti dal magistrato Mario Battaglini.
In cambio di una tregua di due mesi da parte dell'esercito francese, il Regno di Napoli si impegnava a richiamare in patria le truppe ancora stanziate in Romagna, a cedere ai francesi le città di Acerra, Arienzo, Arpaia, Benevento e  Ariano e la fortezza di Capua. Il confine con le truppe francesi era posto lungo una linea che congiungeva i Regi Lagni, in Campania, al fiume Ofanto, nelle Puglie. Inoltre il Regno di Napoli si impegnava a versare ai Francesi due milioni e mezzo di ducati, pagabili in due rate: metà il giorno 15 gennaio e l'altra metà il 25 gennaio 1799. Quest'ultima cifra era veramente imponente, se si pensa che nel 1781 le entrate complessive del Regno di Napoli erano state meno di quattro milioni e mezzo di ducati.

## Conseguenze
Conosciute le clausole dell'armistizio, allorché i commissari francesi vennero a Napoli la sera del 14 gennaio per ricevere il denaro pattuito, il popolo napoletano insorse. Nominò suoi comandanti il principe Girolamo Pignatelli di Moliterno e il duca Lucio Caracciolo, due ufficiali borbonici che si erano battuti valorosamente contro i Francesi, e il 15 gennaio i "lazzari" assalirono le fortezze della città (Castello del Carmine, Castel Sant'Elmo, Castel dell'Ovo e il Maschio Angioino); dopo essersi impadroniti delle armi, assaltarono anche le carceri, liberando i detenuti comuni e politici. Il 16 gennaio il vicario fuggiva a Palermo, mentre Napoli sprofondava nell'anarchia. Come commenta l'Acton, «è difficile poter discernere fra il caos generale quel che avvenne nei giorni seguenti». Non vincolati più dall'armistizio, il 23 gennaio 1799 il generale Championnet entrava trionfalmente a Napoli alla testa della sua armata: nasceva la Repubblica Napoletana.